# Айнова
Айнова (рос. Айнова) — присілок в Пінезькому районі Архангельської області Російської Федерації.
Населення становить 75 осіб. Входить до складу муніципального утворення Карпогорське муніципальне утворення.

## Історія
Від 1937 року належить до Архангельської області.
Орган місцевого самоврядування від 2004 року — Карпогорське муніципальне утворення.

## Населення
| 2002 | 2010 | 2012 |
| ---- | ---- | ---- |
| 79   | ↘77  | ↘75  |